# Góra Libertowska
Góra Libertowska – wzgórze w Libertowie w województwie małopolskim. Część północnych stoków wzniesienia znajduje się w Krakowie.
Wschodnim zboczem Góry Libertowskiej przebiega droga krajowa nr 7 (Zakopianka).